# Lauschensteintunnel

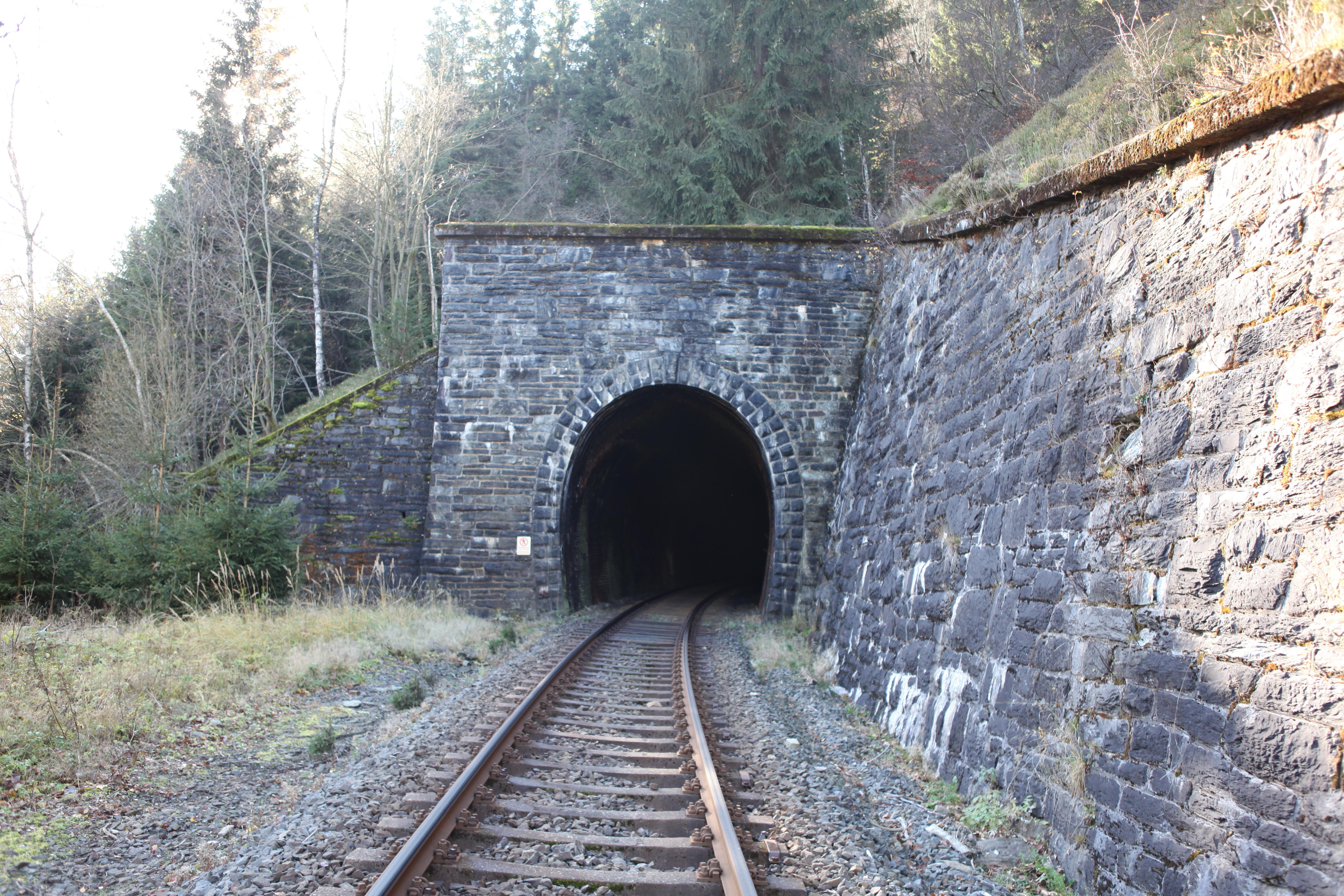
Nordportal

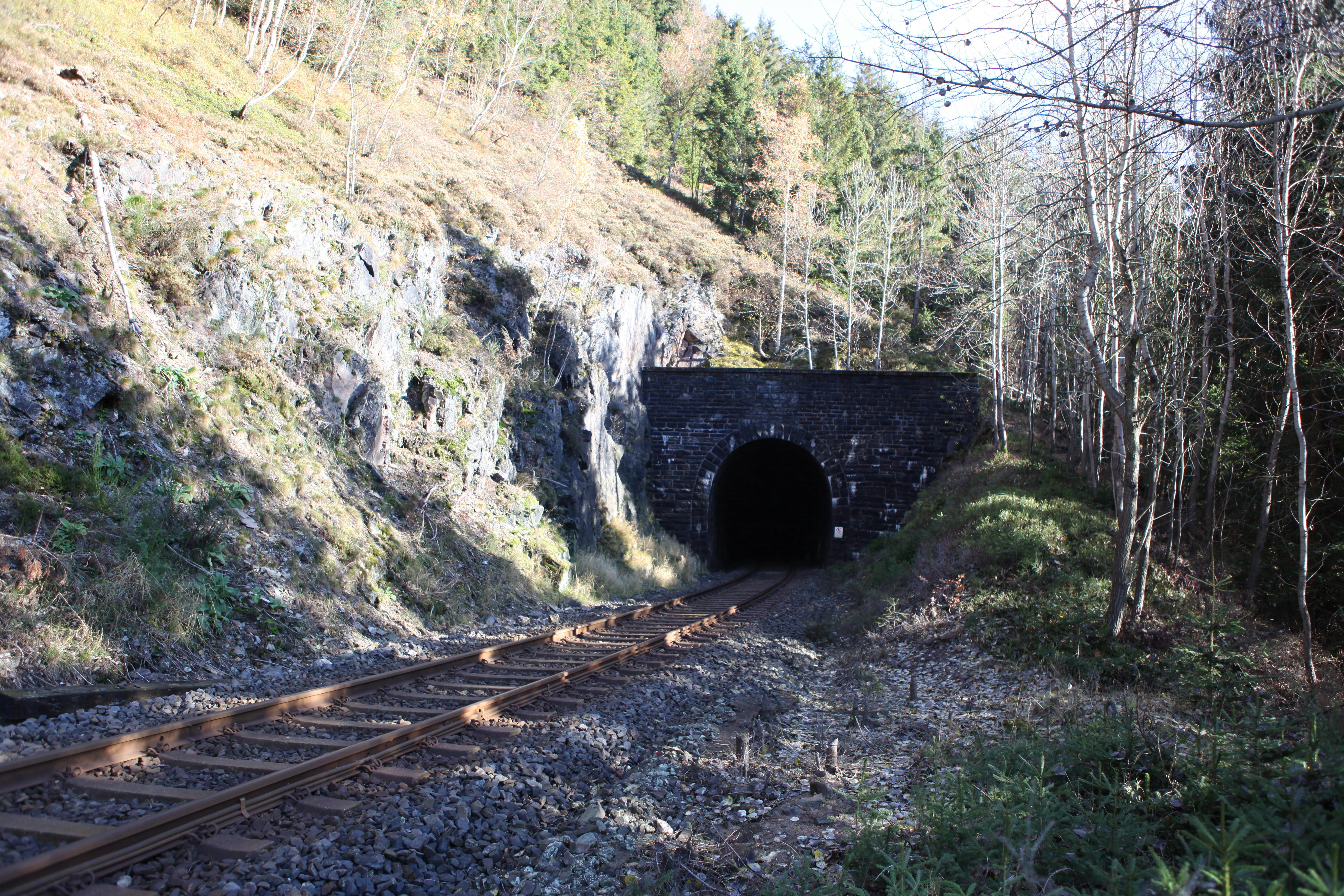
Westportal

Der Lauschensteintunnel ist ein Eisenbahntunnel der Bahnstrecke Coburg–Ernstthal am Rennsteig im Landkreis Sonneberg. Er liegt zwischen dem Bahnhof Lauscha (Thür) und dem Haltepunkt Oberlauscha.

## Geschichte
Die Preußischen Staatseisenbahnen errichteten den Tunnel im ersten Halbjahr 1912. Am 11. Juni 1912 gegen 18 Uhr fand der Durchschlag der von beiden Seiten vorgetriebenen Tunnelröhre statt.

## Geometrie
Der Tunnel ist 275 Meter lang und erstreckt sich von Streckenkilometer 39,853 bis 40,128 der Nebenbahn Coburg–Ernstthal. Er unterquert in einem Bogen mit einem Radius von 250 Meter in steiler Hanglage den Lauschenstein. Weiterhin wird vom Tunneleingang bis zum Tunnelausgang ein Höhenunterschied von neun Metern überwunden. Dies entspricht einer Neigung von 31,3 Promille.

## Konstruktion
Die Tunnelportale bestehen aus Beton und haben eine Verblendung aus bossierten Natursteinquadern. Die Tunnelgewölbe wurden Ziegelmauerwerk gebildet. Im Tunnel sind Ausweichnischen vorhanden.